# Ісмет
«Ісмет» або «Загибель Адата» (азерб. «İsmət») — радянський німий художній фільм 1934 року, знятий на кіностудії «Азербайджанфільм». Прем'єра фільму відбулася 25 травня 1934 року в Баку.

## Сюжет
Дії фільму відбувається в 1930-х роках в Азербайджані. Картина оповідає про долю молодої азербайджанської жінки. У центрі сюжету важкий шлях розкріпачення століттями пригнобленої азербайджанської жінки, яка повстала проти пережитків законів адата і феодалізму, фанатизму. Вона бореться за право бути вільною громадянкою своєї Батьківщини. В основу картини лягла доля першої льотчиці Азербайджану Лейли Мамедбекової.

## У ролях
- Жука Міхельсон — Ісмет
- І. Дашдеміров — Юніс
- Хайрі Емір-заде — Самед
- Азіза Мамедова — мати Самеда
- Панфілія Танаїліді — епізод
- Мовсун Санані — лавочник Кулі
- П. Мурза — епізод
- Хагігат Рзаєва — епізод
- Алекпер Меліков — епізод
- Мірза Алі — мула Гаджи
- Алі Курбанов — хуліган
- Іззет Оруджева — епізод
- Ахмед Комарлинський — епізод

## Знімальна група
- Режисер — Микаїл Микайлов
- Сценаристи — Григорій Брагинський, Микаїл Микайлов
- Оператор — Федір Новицький
- Художник — Віктор Аден